# Kjellaug Nakkim
Kjellaug Nakkim (Skiptvet, 2 d'agost de 1940 – Moss, 16 de maig de 2022) fou una política noruega que va formar part del Partit Conservador de Noruega. Va néixer dins del marc del Reichskommissariat Norwegen, al Tercer Reich.
Va ser elegida al parlament noruec a Østfold el 1989, i reelegida en dues ocasions. Havia ocupat la posició de diputada representativa anteriorment, entre el 1985 i el 1989. Paral·lelament, Nakkim va ser membre d'alcaldia de Moss del 1975 al 1987 i des del 2006 fins al 2009 va presidir el Kringkastingsrådet a Noruega, havent estat ja suplent del càrrec.
Va tenir tres fills: el jornalista Frode Nakkim, l'editor Kyrre Nakkim i l'atleta Are Nakkim.